# Borucin (Silésie)
Pour les articles homonymes, voir Borucin.
Borucin (prononciation : [bɔˈrut͡ɕin]) est une localité polonaise de la gmina de Krzanowice, située dans le powiat de Racibórz en voïvodie de Silésie.